# Sri Lanka International 1998
Die Sri Lanka International 1998 im Badminton fanden vom 21. bis zum 25. Januar 1998 statt.

## Sieger und Platzierte
| Disziplin    | Gold                       | Silber                        | Bronze                                              |
| ------------ | -------------------------- | ----------------------------- | --------------------------------------------------- |
| Herreneinzel | Nikhil Kanetkar            | Ting Chih-chen                | Srikant Bakshi                                      |
| Herreneinzel | Nikhil Kanetkar            | Ting Chih-chen                | Thushara Edirisinghe                                |
| Dameneinzel  | Aparna Popat               | Neelima Chowdary              | Manju T. Abraham                                    |
| Dameneinzel  | Aparna Popat               | Neelima Chowdary              | Jun Jae-youn                                        |
| Herrendoppel | Choi Min-ho Jung Sung-gyun | Markose Bristow George Thomas | Kamal Gamlath Subash R. Janaka de Silva             |
| Herrendoppel | Choi Min-ho Jung Sung-gyun | Markose Bristow George Thomas | Thushara Edirisinghe Duminda Jayakody               |
| Damendoppel  | Jun Woul-sik Lee Hyo-jung  | Madhumita Bisht Sindhu Gulati | Jun Jae-youn Park Hyo-sun                           |
| Damendoppel  | Jun Woul-sik Lee Hyo-jung  | Madhumita Bisht Sindhu Gulati | Neelima Chowdary C. H. Deepthi                      |
| Mixed        | Choi Min-ho Lee Hyo-jung   | Jung Sung-gyun Jun Woul-sik   | Heo Hoon-hoi Park Hyo-sun                           |
| Mixed        | Choi Min-ho Lee Hyo-jung   | Jung Sung-gyun Jun Woul-sik   | Thushara Edirisinghe Renu Chandrika Hettiarachchige |